# Чермен (село)
Черме́н (осет. Черменыхъæу / Керменигъæу, ингуш. Мочкъий-Юрт) — село в Пригородном районе Республики Северная Осетия — Алания.
Административный центр муниципального образования «Черменское сельское поселение».

## География
Расположено в 12 км к северу от Владикавказа, на правом берегу реки Камбилеевка. Вдоль северной окраины села проходит федеральная автотрасса «Кавказ» и расположен федеральный контрольно-пропускной пост «Чермен».

## История
Село основано ингушами и названо в честь Мочко Базоркина, который объединил несколько ингушских хуторов в единое село в 1844 году, либо считается основанным самим Мочко Базоркиным. На территории села располагалась усадьба графа Уварова, которая имела историческое значение для ингушей: в ней проходили съезды ингушского народа и в некоторый период находился революционный штаб.
До 1944 года село Чермен носило название — Базоркино и входило в состав ЧИАССР, являясь важным политическим и экономическим центром Ингушетии. В частности именно здесь в 1917 году была впервые в Ингушетии провозглашена Советская власть.
Жители села отличались высокой образованностью. Здесь возникли первые школы Ингушетии. Уроженцами села являются генералы, учёные, писатели, поэты, спортсмены, среди них писатель и учёный Идрис Базоркин, поэт К. О. Чахкиев, царский генерал Б. Б. Базоркин и др.
В годы Великой Отечественной войны два имама из Базоркино возглавляли партизанский отряд.
В 1944 году, после депортации ингушей в Среднюю Азию и упразднения Чечено-Ингушской АССР, село было передано в состав Северо-Осетинской АССР и переименовано в Чермен. Тогда же в село начали заселяться осетины из Трусовского ущелья Казбегского района Грузинской ССР и осетины (иронцы) из исторического Тырсыгомского общества, ущелья у подножья горы Казбек, где берёт своё начало река Терек.
С 1957 года в село вновь возвращаются ингуши, Чермен становится крупным смешанным селом.
Село пострадало в ходе осетино-ингушского конфликта.
После конфликта в 1992 году, село разделено на три части: в северной и южной части живут ингуши, в центре — осетины. Единственное село в России где практикуется раздельное обучение в школах по национальному признаку.

## Население
| 1926  | 1939  | 1959  | 1970  | 1979  | 1989  | 2002  |
| ----- | ----- | ----- | ----- | ----- | ----- | ----- |
| 6297  | ↗7443 | ↘5121 | ↗6526 | ↗6901 | ↗7542 | ↗8401 |
| 2010  | 2021  |       |       |       |       |       |
| ↗8508 | ↘8156 |       |       |       |       |       |

Национальный состав
По данным Всероссийской переписи населения 2010 года.
| Народ   | Численность, чел. | Доля от всего населения, % |
| ------- | ----------------- | -------------------------- |
| ингуши  | 5368              | 63,1 %                     |
| осетины | 2498              | 29,4 %                     |
| русские | 427               | 5,0 %                      |
| другие  | 215               | 2,5 %                      |
| всего   | 8508              | 100 %                      |

Родовые фамилии
В селе в основном живут представители многих ингушских фамилий (Погоровы, Гайсановы, Долаковы, Торшхоевы, Оздоевы, Богатыревы, Газдиевы, Гойговы, Мациевы, Нальгиевы, Парчиевы, Тангиевы, Тимурзиевы, Ужаховы, Хулхоевы, Харсиевы и др.) и 12 осетинских фамилий, поселившиеся в селе в период нахождения ингушей в ссылке 1944—1957 годах (Асламурзаевы, Варзиевы, Каллаговы, Караевы, Кокаевы, Абаевы, Боцоевы, Кониевы, Уртаевы, Цалоевы, Цаболовы, Цириховы,Точиевы ). Другие фамилии представлены незначительно.

## Религия
В селе действует мечеть, построенная в 2008 году:
● Суннитская мечеть «Джума» – ул. Калинина, 22.

## Социальные объекты
В селе расположены военное училище, поликлиника, станция скорой медицинской помощи, аптеки, стоматологическая клиника, три средних общеобразовательных школы (две осетинские, одна ингушская), дворец культуры, библиотека, психоневрологический диспансер.